# Мигачево (Вологодская область)
Мигачево — деревня в Кирилловском районе Вологодской области.
Входит в состав Алёшинского сельского поселения, с точки зрения административно-территориального деления — центр Мигачевского сельсовета.
Расстояние до районного центра Кириллова по автодороге — 34 км, до центра муниципального образования Шиндалово по прямой — 12 км. Ближайшие населённые пункты — Городище, Рандач, Лукинское.
По переписи 2002 года население — 25 человек (12 мужчин, 13 женщин). Преобладающая национальность — русские (96 %).